# Nikolai Durov
Nikolai Valeryevich Durov (em russo:  Никола́й Вале́рьевич Ду́ров; nascido em 21 de novembro de 1980) é um estudioso sobre as áreas de programador e matemático. De nacionalidade russa, Nikolai, é o irmão mais velho de Pavel Durov, com quem co-fundou o site de rede social VK e posteriormente o Telegram Messenger .

## Infância e educação
Nikolai é filho do Doutor em Ciências Filológicas e professor de filologia, Valery Durov. Ainda jovem, ele supostamente podia ler em nível adulto aos três anos de idade e resolver equações cúbicas aos oito anos.
Em uma compertição Nikolai Dourov ganhou ouro na Olimpíada Internacional de Matemática nos três anos em que participou de 1996, 1997 e 1998. Ademais, participou de cada concurso anual de 1995 a 1998, teve o mérito de adquirir três medalhas de prata e uma medalha de ouro na Olimpíada Internacional de Informática . Também foi membro da equipe ACM da Saint Petersburg State University, com quem venceu nos anos de 200 e 2001 o ACM International Collegiate Programming Contest.

Realizou o seu primeiro PhD na Universidade Estadual de São Petersburgo em 2005 com a seguinte tese "Nova Abordagem à Geometria de Arakelov ". Posteriormente na Universidade de Bonn, em 2007 realizou um segundo doutorado sob a orientação de Gerd Faltings, na qual dissertou sobre a geometria singular de Arakelov.

## Carreira

### Pesquisar
Durov introduziu mônadas algébricas comutativas como uma generalização de objetos locais em uma geometria algébrica generalizada. Versões de uma geometria tropical, de uma geometria absoluta sobre um campo com um elemento e um análogo algébrico da geometria de Arakelov foram realizadas nesta configuração.
Trabalha como pesquisador sênior no grande Laboratório de Álgebra e Teoria dos Números no Departamento de São Petersburgo do Instituto Steklov de Matemática da Academia Russa de Ciências .

### Outro trabalho
- Durov trabalhou como desenvolvedor líder da equipe VK até 2013.[10]
- Junto com seu irmão Pavel, fundou o serviço de mensagens instantâneas Telegram e desenvolveu o protocolo MTProto para o Telegram em 2013.[11]
- Acredita-se que Durov seja o autor do whitepaper original da TON ( Telegram Open Network ).[12][11]